# Winston Reid
Winston Wiremu Reid (North Shore City, 3 juli 1988) is een Nieuw-Zeelands betaald voetballer van Deens-Maorische afkomst die doorgaans in de verdediging speelt. Hij verruilde FC Midtjylland in augustus 2010 voor West Ham United. Ondanks dat hij eerst voor verschillende Deense nationale jeugdselecties speelde, debuteerde hij in mei 2010 in het Nieuw-Zeelands voetbalelftal.

## Carrière
Reid werd geboren in Nieuw-Zeeland, maar verhuisde op zijn tiende met zijn moeder en Deense stiefvader naar Denemarken. Hij ging er voetballen bij SUB Sønderborg en werd op zijn vijftiende opgenomen in de jeugdopleiding van FC Midtjylland. Daar kreeg hij in 2005 zijn eerste profcontract en debuteerde hij op zeventienjarige leeftijd in het betaald voetbal. Reid speelde 84 wedstrijden voor Midtjylland in de SAS Ligaen, die in die periode gedomineerd werd door FC Kopenhagen. Zijn ploeggenoten en hij eindigden in die tijd wel tweede keer op de tweede plaats. Hij speelde in het seizoen 2008/09 voor het eerst in de voorronden van de Europa League. Hierin kwamen Midtjylland en hij niet voorbij Manchester City.
Reid verruilde Midtjylland in augustus 2010 voor West Ham United. Hij moest het hier in zijn eerste seizoen onder coach Avram Grant doen met zeven wedstrijden in de Premier League, waarvan vier als invaller. West Ham eindigde dat jaar op de laatste plaats, met als gevolg degradatie naar de Championship. Reid was basisspeler in het West Ham United dat in het seizoen 2011/12 onder coach Sam Allardyce promotie terug naar de Premier League afdwong. Hij bleef dat ook in de jaren daarna op het hoogste niveau. Hij miste alleen een deel van het seizoen 2013/14 vanwege een enkelblessure. Reid kopte op 10 mei 2016 de 3–2 binnen in een met diezelfde cijfers gewonnen competitiewedstrijd thuis tegen Manchester United. Dit was na 112 jaar het laatste doelpunt dat ooit werd gemaakt in stadion Upton Park voor West Ham United verhuisde naar het Olympisch Stadion.

## Clubstatistieken
| Seizoen | Club            | Competitie     | Wedstrijden | Doelpunten |
| ------- | --------------- | -------------- | ----------- | ---------- |
| 2005/06 | FC Midtjylland  | SAS Ligaen     | 9           | 0          |
| 2006/07 | FC Midtjylland  | SAS Ligaen     | 11          | 0          |
| 2007/08 | FC Midtjylland  | SAS Ligaen     | 9           | 0          |
| 2008/09 | FC Midtjylland  | SAS Ligaen     | 25          | 2          |
| 2009/10 | FC Midtjylland  | SAS Ligaen     | 29          | 0          |
| 2010/11 | FC Midtjylland  | SAS Ligaen     | 1           | 0          |
| 2010/11 | West Ham United | Premier League | 7           | 0          |
| 2011/12 | West Ham United | Premier League | 31          | 3          |
| 2012/13 | West Ham United | Premier League | 36          | 1          |
| 2013/14 | West Ham United | Premier League | 22          | 1          |
| 2014/15 | West Ham United | Premier League | 30          | 1          |
| 2015/16 | West Ham United | Premier League | 24          | 1          |
| 2016/17 | West Ham United | Premier League | 30          | 2          |
| 2017/18 | West Ham United | Premier League | 17          | 0          |
| 2018/19 | West Ham United | Premier League | 0           | 0          |
| 2019/20 | West Ham United | Premier League | 0           | 0          |

## Interlandcarrière
Nadat Reid in 2006 de Deense nationaliteit verkreeg, mocht hij uitkomen voor Deense nationale teams. Vlak voor het WK 2010 verkoos hij als senior om voor Nieuw-Zeeland te spelen. Hij maakte op 25 mei 2010 onder bondscoach Ricki Herbert zijn debuut in het nationale team, in een met 2–1 verloren oefenwedstrijd in en tegen Australië. Een maanden nadat Reid zich beschikbaar stelde voor het nationale team van Nieuw-Zeeland, nam bondscoach Herbert hem mee naar het WK 2010. Daar kopte hij in de eerste groepswedstrijd tegen Slowakije in de 93e minuut de 1–1 binnen en bezorgde hij zijn geboorteland daarmee haar eerste WK-punt ooit. Hij speelde alle drie de wedstrijden die Nieuw-Zeeland actief was op het toernooi van begin tot eind. Reid droeg op 22 maart 2013 voor het eerst de aanvoerdersband binnen het nationale team. Bondscoach Herbert wees hem die toe voor een met 2–1 gewonnen kwalificatiewedstrijd voor het WK 2014 tegen Nieuw-Caledonië.